# 코피 아난
코피 아타 아난(영어: Kofi Atta Annan, 1938년 4월 8일 ~ 2018년 8월 18일)은 가나의 외교관으로 제7대 유엔 사무총장 (1997년 ~ 2006년)을 지냈다. 유엔 사무총장으로서 자신의 역할에서 아난은 인권과 법치주의의 지지에 변함없는 목소리였다.
아난은 밀레니엄 개발 목표로 알려진 2000년 특정 개발 목표들을 소개한 수단이었다. 유엔의 전 회원국들은 2015년까지 목표들의 이행을 약속하였다. 추가로 아난은 유엔과 제휴된 유엔 시스템과 많은 국제 비정부 기구들 사이에 유대를 강화하는 데 열심히 일을 하였다. 그는 일반적으로 이 기구들과 시민 사회가 개발 도상국에서 사람들의 삶에 긍정적인 변화에 영향을 주고 있던 것을 승인하였다. 그는 또한 분야에서 이 비정부 기구들이 시각과 주의인 것을 승인하기도 하였다.
2007년 1월 1일 아난은 대한민국의 외교관 반기문에 의하여 유엔 사무총장으로서 계승되었다.

## 초기 세월과 가족

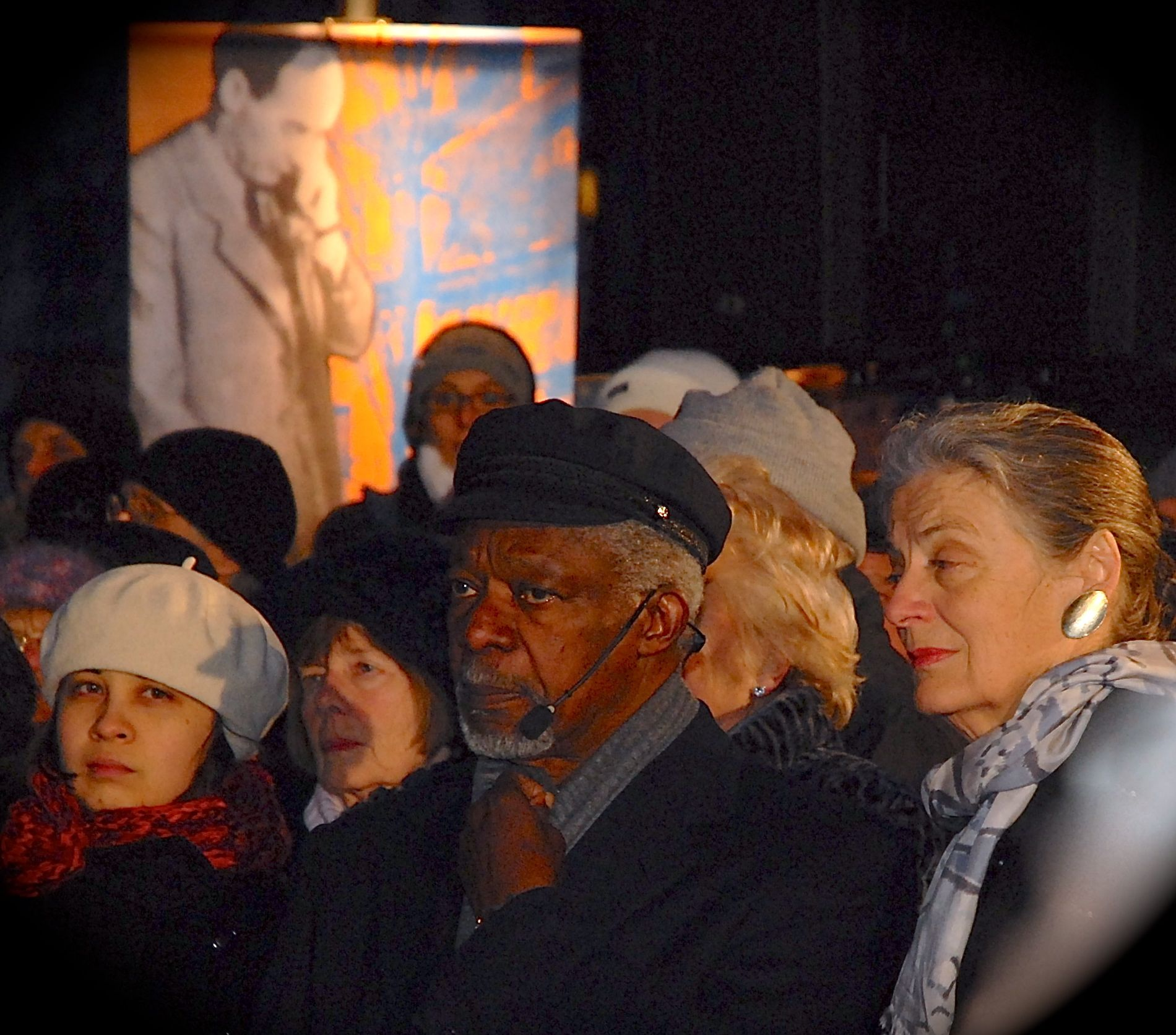
코피 아난과 나네 랑에르그렌 여사 (2013년 스톡홀름에서)

코피 아난은 가나 쿠마시의 코판드로스 구역에서 빅토리아와 헨리 레지널드 아난에게 태어났다. 그는 가나의 문화에서 특별하게 여겨진 발생으로 이란성 쌍둥이이다. 그의 쌍둥이 누나 에푸아 아타는 1991년 사망하였다. 그녀는 판테어로 "쌍둥이"를 의미하는 그의 중앙 이름 아타를 나누었다. 가장 많은 아칸 이름들과 함께로서 그의 첫 이름은 그가 태어난 주의 날을 가리킨다. 그러나 코피의 가족에서 그것은 과거의 어떤 시간에 성이 되었다. 아난의 성은 자주 "어넌" 혹은 "아논"으로 잘못 발음되었다. 아난은 사무총장으로서 직무를 차지한 후, 내셔널 퍼블릭 라디오에 인터뷰가 있던 동안 자신의 이름을 어떻게 발음하는 것에 의문되었다. 그는 정확한 발음은 "cannon"과 음이 맞는 것을 설명하여 "애넌"으로 발음된다.
아난의 가족은 가나의 엘리트층의 일부였다. 그의 조부들과 삼촌은 둘다 족장들이었다. 그의 부친은 각각 절반의 아산테족과 판테족이었다. 그의 모친은 판테족이었다. 아난의 부친은 리버브라더스 코코아 회사를 위한 수출 관리인으로서 장기적 기간 동안 일하였다.
아난은 라울 발렌베리의 이복 조카딸인 스웨덴의 변호사이자 화가 나네 랑에르그렌에게 결혼되었다. 그는 나이지리아 여성 티티 알라키자에게 자신의 이전 결혼 생활로부터 2명의 자녀 - 코조와 아마를 두었다. 나네 여사도 또한 이전의 결혼 생활로부터 1명의 딸 니나 크론스테트 더 흐로트를 두었다.

## 교육
1954년부터 1957년까지 아난은 1870년대에 창립된 케이프코스트에 있는 엘리트 감리교 기숙사 학교인 음판치핌 학교를 다녔다. 아난은 학교가 자신에게 "고통은 어디서나 모든 곳에서 사람들과 관련이 있다"라는 것을 가르쳤다고 말하였다. 1957년 아난이 졸업한 해에 가나는 독립을 얻는 데 사하라 사막 이남의 아프리카에서 첫 영국의 식민지가 되었다.
1958년 아난은 쿠마스 과학 기술 대학교 (현재 콰메 은크루마 과학 기술 대학교)에서 학위를 위하여 경제학 전공을 시작하였다. 그는 포드 재단 보조금을 받아 1961년 미국 미네소타주 세인트폴에 있는 매캘리스터 칼리지에서 자신이 대학 전공들을 완료할 수 있도록 하였다. 그러고나서 아난은 1961년 ~ 1962년 스위스 제네바에 있는 국제 연구소에서 수학하였다. 후에 그는 매사추세츠 공과대학교의 슬론 경영 대학원 (1971년 ~ 1972년) 슬론 친교 프로그램에 참석하여 이학 석사를 받았다.
아난은 영어, 프랑스어, 크루어, 아칸어의 다른 방언들과 다른 아프리카 언어들에 능통하였다.

## 초기 경력
1962년 아난은 유엔의 전문 기구 세계보건기구를 위한 예산 책임자로서 일하기 시작하였다. 1974년부터 1976년까지 그는 가나에서 관광 국장으로 일하였다. 이후의 지위들은 유엔 아프리카 경제 위원회, 유엔 긴급군과 유엔 난민 기구의 고등 판무관을 포함하였다. 아난은 그러고나서 3개의 연속적 위치들 - 인적 자원 관리와 안정 조정자 (1987년 ~ 1990년), 계획, 예산과 재정 프로그램 조정자 (1990년 ~ 1992년) 그리고 평화 유지 작전들 (1993년 3월 ~ 1994년 2월)에 유엔 차관으로 일하였다.

## 유엔 사무총장

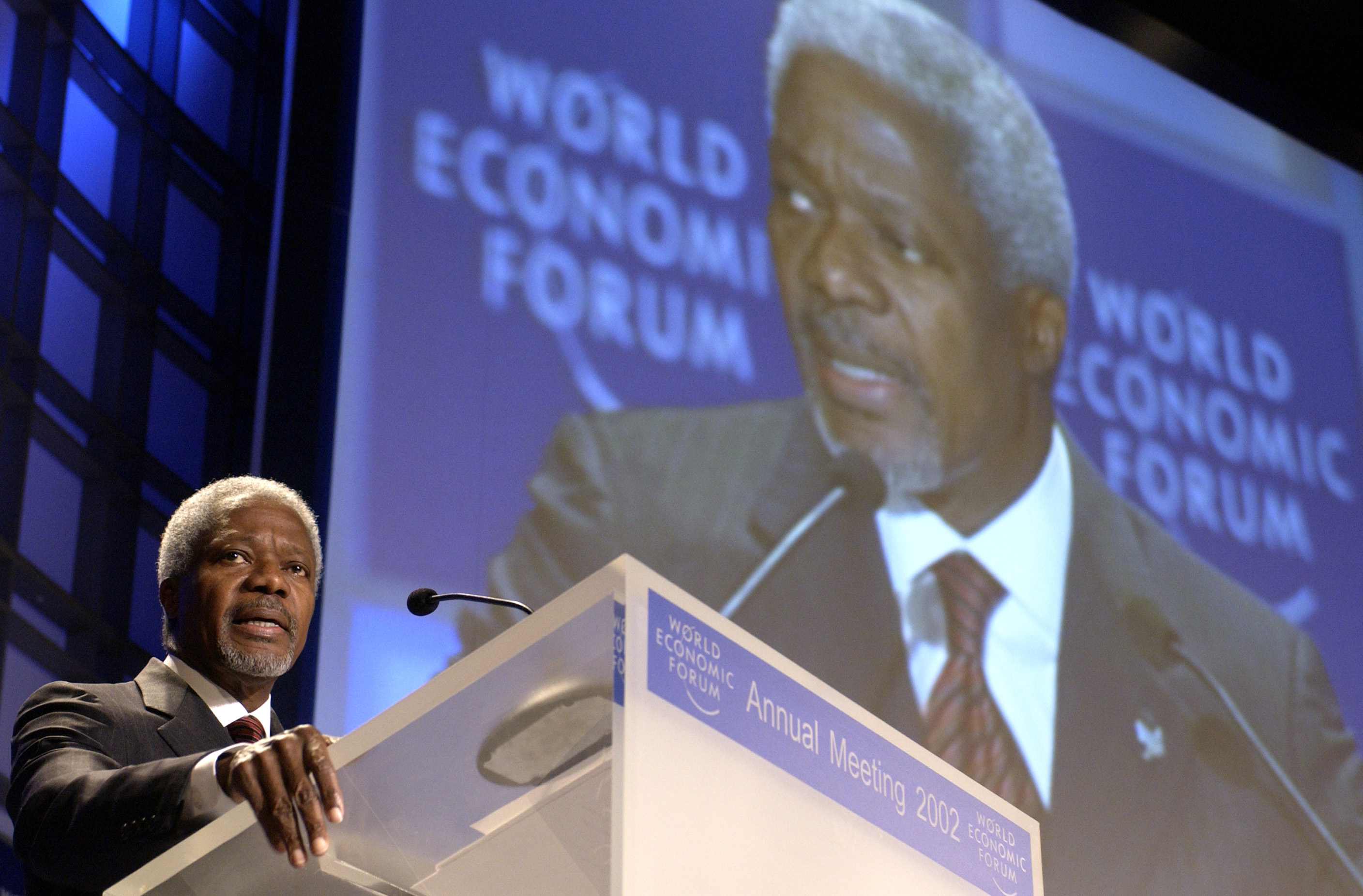
2002년 세계 경제 포럼에서

1996년 12월 13일 아난은 유엔 사무총장이 되는 데 유엔 안전 보장 이사회에 의하여 추천되어 유엔 총회의 투표에 의하여 4일 후에 확증되었다. 아난은 연기 없이 선서를 하였다. 그는 1997년 1월 1일 유엔 사무총장으로서 자신의 첫 기간을 시작하였다. 아난은 물러나는 이집트의 부트로스 부트로스 갈리를 대체하였다. 그는 유엔 사무총장을 지내는 데 흑인의 아프리카 국가에서 온 첫 사람이었다.
아난은 세계에서 전례가 없는 인도주의적 위기와 도전의 시간에 직무로 왔다. 유엔에서 예산은 매우 단단하였다. 유엔으로 기금들의 주요 근원인 미국은 심각하게 회부 납부가 뒤쳐졌다. 순함 매너를 가진 아난은 재정상의 권한을 단단히 하고, 그 원래 헌장에 4위로 놓는 환상에 유엔의 전념을 새롭게 하고 단단히 하는 것에 관하여 세웠다. 그는 또한 유엔과 미국 정부 사이의 관계를 향상시키는 데 일을 하기도 하였다.
1999년 아난은 세계적으로 기업의 사회적 책임을 흥행하는 운동을 벌이는 목적과 함께 "유엔 글로벌 콤팩트"를 소개하였다.
새천년이 접근하면서 아난은 2000년 밀레니엄 정상 회의를 소집하였다. 이 정상 회의를 위한 준비에서 그는 "21세기에 유엔의 역할, 우리 국민들"의 제목을 가진 보고서를 썼다. 보고서는 정상 회의에 의한 숙고를 위한 요점들을 포함하였다. 이 요점들 중에는 명확한 개발 목표들과 만약 완료되면 극심한 빈곤과 그것의 동반하는 인간의 고통을 끝내는 것에 주요 진로를 만들 경쟁을 위한 예정의 목표물들이었다. 이 목표들은 "밀레니엄 개발 목표"로 알려지게 되었다. 밀레니엄 정상 회의의 전 회원국들은 이 목표들을 헌신적으로 이행하는 것에 조인하였다. 그 이래 유엔과 제휴한 유엔 시스템과 수백개의 비정부 기구들은 이 목표들을 완료하는 데 자신들의 업무를 이루었다.
아난의 감시 아래, 유엔은 그 이해와 안정의 정의를 옮기기 시작하였다. 과거에 안정은 국가 안보를 암시하였다. 이제 HIV/AIDS와 다른 질병들, 테러리즘, 인신매매와 어쩌더 국가들 자신 같은 국경들을 가로지른 많은 문제들과 절규가 그들의 시민들의 안정으로 위협이 되어 안정은 인간 안보를 의미하러 왔다. 아난은 대량 학살, 전쟁 범죄, 민족 청소와 반인도적 범죄로 사람들을 보호나는 데 그들의 책임을 받아들이는 회원국들을 위한 핵심 주창자였다.
2001년 4월 아난은 세계적으로 퍼지는 HIV/AIDS를 해결하기 위하여 5점의 "콜투액션"을 발행하였다. 사무총장으로서 일상 생활에서 아난은 이 세계적으로 번지는 병을 자신의 "개인적 우선권"으로 보았다. 그는 HIV/AIDS 위기들을 직면하는 개발 도상국에 도움을 주는 데 필요했던 지출 증가를 촉진하는 데 지구촌 에이즈 보건 기금의 설립을 제안하였다.
그해 12월 10일 아난과 유엔은 "더욱 좋게 결성되고 더욱 평화로운 세계를 위한 그들의 업적"으로 공동으로 노벨 평화상이 수여되었다.
사무총장으로서 아난의 재직 기간은 공식 정책으로부터 비정상적인 편차에 2002년 1월 1일 다시 시작되었다. 직무는 일반적으로 각각 2개의 기간과 함께 대륙들 중에 회전한다. 아난의 전임자 부트로스 갈리가 또한 아프리카인이었던 이래 아난은 보통 단 하나의 기간을 지내려고 하였다. 아난의 재임명은 그의 특이한 인기를 나타냈다.
2003년 이라크의 침공으로 구축하는 동안 아난은 유엔의 성원 없이 침입하지 않도록 미국과 영국에 요구하였다. 2004년 9월 BBC에 인터뷰에서 아난은 침공을 위한 법적인 권한에 관하여 의문되었고, "견해의 우리의 요점으로부터, 견해의 헌장 요점으로부터 그것은 불법이었다."라고 응답하였다.
아난은 수단 다르푸르에 유엔 평화 유지 임무단을 보내는 것을 지지하였고, 자신의 기간의 종말에 아프리카 연합의 평화 유지 임무에서 유엔의 것으로 권력의 이전을 받아들이는 데 수단 정부와 함께 일을 해왔다. 아난은 또한 여성의 권리와 다른 주제들에 몇몇의 아랍과 무슬림 국가들과 함께 일을 하고 있었다.
1998년 시작에 아난은 포칸티코에 있는 록펠러가 사유지에서 열린 록펠러 형제 기금 회의에서 이사회의 15개국 대표들과 함께 연례 유엔 안전 보장 이사회 수양회를 소집하였다.
아난과 그의 부인은 뉴욕 안에서 사회적으로 활동적이었다. 아난은 마이클 블룸버그가 뉴욕 시장으로 선출되기 전에 마저 그와 함께 우정을 즐겼다. 아난은 시간을 잘 지키고, 주시를 훔치려는 경향이 없는 것으로 알려졌다. 그는 널리 다양한 사람들과 만남과 친구하는 것에 대한 진지한 감사를 보여주었다. 이 능력은 아난에게 비지니스의 세계와 시민 사회에서 자신의 발의권들을 위한 대중에게 준 것은 물론 뉴욕과 유엔 사이에 긴장을 완화하는 도움을 주었다.

## 아난의 재직 기간 동안 유엔의 논쟁들

### 뤼버르스 성희롱 조사
2004년 6월 아난은 뤼트 뤼버르스에 대한 성희롱의 고소, 권위 남용과 위법 행위에 유엔 내부 감독 부문 사무소 보고의 사본이 주어졌다. 보고는 또한 장기적 직원 유엔 난민 기구의 국장 베르너 블라터에 성희롱과 직권 남용의 진술들을 논의하였다. 조사 보고는 성희롱에 관하여 뤼버르스에 유죄 판결을 내렸다. 상급 공무원 혹은 그해 후순에 제기된 2개의 후속 고소들에 다른 고발에 관하여 공개적으로 언급되지 않았다. 7월 15일 법률 자문을 구한 후, 아난은 진술들을 증명하는 시도의 매우 어려움의 이유로 뤼버르스에 조치를 취하지 않기로 선택하였다. 그는 위법 행위의 진술들에 관하여 뤼버르스에게 엄중한 경고를 냈다. 유엔 내부 감독 부문 사무소는 그해 11월 유엔 총회로 연례 보고를 내어 뤼버르스에 유죄를 인정하지 않았다. 이 사건들과 후속의 언론의 관심은 그의 위치를 약화시키는 역할을 했을 수 있다.
2005년 2월 뤼버르스는 유엔 난민 기구의 수장으로서 사임하였다.

### 석유-식량 프로그램의 관리
2004년 12월 아난의 아들 코조가 유엔 석유-식량 프로그램 아래 유리한 계약을 딴 스위스 회사 코테크나 조사 SA로부터 지불을 받았다는 보고들이 나타났다.
아난은 이 문제로 들어가는 조사를 요청하였다. 유엔 석유-식량 프로그램으로 들어가는 독립 조사 위원회는 아난에 의하여 임명되었고, 미국 연방 준비 위원회의 전 의장 폴 볼커에 의하여 지도되었다. 볼커는 미국 유엔 협회의 국장으로서 강한 이념적 유대를 가졌다. 조사 위원회와 자신의 첫 인터뷰에서 아난은 코테크나와 만남을 가진 것을 부인하였다. 조사에서 이후에 그는 자신이 코테크나의 최고 경영자 엘리-조르주 마시와 두번이나 만난 것을 회고하였다.
10월 27일에 나온 최종 보고에서 위원회는 불법 행위에 그를 면책하였으나 유엔의 관리 구조와 안정 보장 이사회의 감독하에 잘못된 것으로 찾아냈다. 그 일은 사무총장의 사무소로 현재 몰락하는 재정상과 행정상 책임들을 다루는 데 최고 운영 책임자의 새로운 지위를 강하게 추천하였다. 보고는 프로그램으로부터 불법으로 이익을 얻은 서방과 중동의 회사들을 나열하였다. 어떤이들은 위원회와 그 성과가 정치적으로 동기가 되어 온 것으로 믿는다.

### 미국과 유엔 사이의 대립

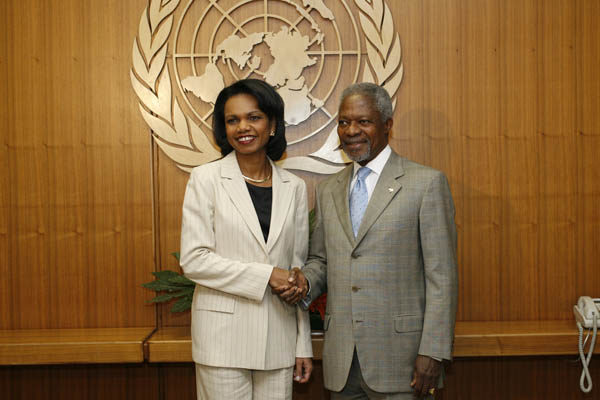
콘돌리자 라이스 미국 국무장관과 함께 (2006년)

아난은 2006년 6월 6일 연설에서 미국 언론의 구획을 공공연하게 비판한 자신의 차관 마크 멀로크 브라운을 지지하였다 - "유엔을 이용하는 데 추구하는 일반적인 관행은 그 국내적 비판들에 그것을 위하여 서는 데 실패한 동안 외교의 연장으로서 거의 비밀에 의해서 입니다 ...당신은 어떤 식으로든 유엔을 잃을 것입니다." 유엔 주재 미국 대사 존 볼턴은 전화에 아난에게 말한 것으로 보고되었다. - "난 당신을 1989년 이래 알았고, 이것이 그 전체의 시간에 내가 보아 온 연장자 유엔 공무원에 의한 최악의 실수이라는 것을 당신에게 말합니다."

## 유엔 개혁을 위한 아난의 추천들
2005년 3월 21일 아난은 유엔 총회로 진보적인 보고 〈유엔의 개혁〉을 제출하였다. 아난은 유엔 안전 보장 이사회의 확장과 다른 유엔 개혁들의 주최를 추천하였다. 이 보고는 만성 문제들을 향하고, 밀레니엄 개발 목표의 이행을 촉진하는 데 시스템들을 강화하는 유엔의 기구를 갱신 및 간소화하는 데 개혁들에 전념하였다.
유엔 인권 위원회는 아난의 보고 〈유엔 개혁〉에 그에 의하여 추천되면서 새로운 유엔 인권 이사회에 의하여 대체되었다. 새로운 유엔 인권 이사회는 회원국들이 만날 모범들을 가져 참가하는 데 허용될 목적에 그들의 인권 기록을 여겼다. 추가로 평화 구축 위원회가 내전과 무력 분쟁으로부터 나오는 국가들을 지지하는 노력들을 협동하는 목적과 함께 설립되었다.
2005년 6월 총회와 유엔과 제휴한 비정부 기구 공동체의 대표들 사이에 전례가 없는 처음이자 마지막 만남이 일어났다. 이 일은 총회와 함께 밀레니엄 개발 목표 달성에 자신들의 전문적 기술을 나누는 데 비정부 기구 대표들을 위한 기회였다. 총회는 2005년 9월 밀레니언 + 5 정상 회의를 위한 준비에 입력하고 있었다. 유엔과 시민 사회 사이에 유대를 강화하는 중요성에 아난의 장기적 믿음은 이 사건에 증거였다. 개혁을 향한 이 중요한 단계는 유엔으로 아난의 지속되는 유산의 일부일 것이다.
2006년 3월 7일 아난은 유엔 사무국의 근본적인 점검을 위한 자신의 제안들을 제출하였다. 개혁 보고는 "세계적으로 더욱 강한 기구 유엔에서 투자"라는 제목이 붙었다.

## 작별 연설
2006년 9월 19일 아난은 12월 31일 자신의 퇴직의 예상에서 뉴욕 유엔 본부에 모인 세계 지도자들에게 작별 연설을 하였다. 연설에서 그는 사무총장으로서 자신의 기간 동안 자신이 "해결되지 않았지만 날카로운" 것으로 믿는 3개의 주요 문제들 - "부당한 세계 경제, 세계 무질서와 인권과 법률의 규칙을 위하여 넓게 퍼진 치욕"의 개요를 말하였다. 그는 또한 주의를 요하는 2개의 주요 문제들로서 아프리카에서 폭력과 아랍-이스라엘 교전으로 지적하기도 하였다.
그해 12월 11일 사무총장으로서 미주리주 인디펜던스에 있는 해리 S. 트루먼 대통령 도서관 및 박물관에서 자신의 마지막 연설에서 아난은 유엔의 창립에서 트루먼의 리더십을 상기하였다. 그는 트루먼의 다국적 주의 외교 정책으로 돌아가고, "위대한 국가들의 책임은 세계의 사람들을 지배가 아닌 섬기는 것"이라는 트루먼의 신조를 따르는 데 미국을 요구하였다. 이 진술은 조지 W. 부시 행정부의 크게 일방주의적 정책들의 명백한 책망으로서 어떤이들에 의하여 간주되었다.
아난의 노벨 평화상 연설에서 진술은 그의 예측과 중요한 진실을 매우 잘 요약하였다. 그는 "이 새로운 세기에 우리는 평화가 국가 혹은 국민들 뿐만 아니라 그 공동체들의 각자와 모든 회원에게 속하는 이해로부터 시작해야 합니다. 국가들의 주권은 인권의 중대한 위반으로서 더 이상 이용되지 말아야 합니다. 평화는 필요성에 모든 개인의 하루 존재에 현실적이며 확실해야 합니다. 존엄성과 안전의 생활을 사는 데 인류 가족의 모든 일원을 위한 상태이기 때문에 무엇보다도 평화를 찾아야 합니다."라고 말하였다.
2018년 8월 18일 아침 단기적 질병에 걸린 후 80세의 나이로 스위스 제네바에서 사망하였다.

## 유산
아난은 유엔과 세계에서 그 역할의 중요성에 절대적으로 믿었다. 아난의 사망 당시 유엔 사무총장 안토니우 구테흐스는 "코피 아난은 선을 이끄는 힘"이자 "평화와 모든 인류를 위한 지구촌 옹호자가 된 아프리카의 자랑스러운 아들이었다."고 말하였다. 그는 자신의 "부드러운 미세 변조의 목소리", 그의 말하는 매너, 그리고 "그의 존재감의 벨벳 질감", 그의 "타고난 전술과 끊임없는 외교 경험" 때문에 또한 "온화한 중재인"으로 알려지기도 하였다.
아난은 다음을 포함한 다수의 영예 박사 학위와 다른 상들의 수상자였다. -
- 노벨 재단에서 자신과 유엔에 공동으로 수여된 노벨 평화상 (2001년)

- 존 F. 케네디 기념 박물관에서 용기 프로필 상

- 네덜란드 사자 대십자 훈장 (2006년)

- 장크트갈렌 대학교 막스 슈미드하이니 재단 자유상 (2006년 11월 18일)

- 프린스턴 대학교 크리스털 타이거 상 (2006년 11월 28일)

- 아난의 평화, 안정과 개발로 지속되는 공헌들로 인터 프레스 서비스 국제적 성과상 (2006년 12월 19일)